# ناتسومی یابوچی
ناتسومی یابوچی (انگلیسی: Natsumi Yabuuchi؛ زادهٔ ۲۱ ژوئیهٔ ۱۹۷۷) بازیکن بسکتبال اهل ژاپن بود.